# Traematosisis
Traematosisis is een geslacht van spinnen uit de familie hangmatspinnen (Linyphiidae).

## Soorten
De volgende soorten zijn bij het geslacht ingedeeld:
- Traematosisis bispinosus (Emerton, 1911)